# Бранислав Боричић
Бранислав Боричић (Беране, ФНР Југославија, 12. мај 1955) српски је математичар и универзитетски професор.
Боричић је редовни професор, некадашњи је декан и актуелни продекан Економског факултета у Београду. Од 2021. је проректор Универзитета у Београду.

## Биографија
Рођен је 12. маја 1955. године у Иванграду (Беранама), где је завршио основну школу и гимназију. На групи за математику Природно-математичког факултета Универзитета у Београду је дипломирао 1977. године, а ту је и је магистрирао 1980. и одбранио докторску тезу 1984. године.
Школске 1978/79. године је радио у Математичкој гимназији у Београду, а 1979. године је изабран за асистента-приправника на Економском факултету Универзитета у Београду, где је у звање редовног професора изабран 1995. године. У својим истраживањима се бави математичком логиком (теорија доказа, некласичне логике и логике преференција, теорија друштвеног избора).
Поред курсева алгебре, линеарне алгебре, анализе, математичке логике, теорије скупова и теорије система на основним студијама, држао је наставу и на последипломским студијама из теорије система, функционалне анализе, методологије научног истраживања, математичке логике и основа математике, теорије алгоритама, аутоматског доказивања теорема и вештачке интелигенције.
Објављује радове у: Publications de l'Institut Mathématique, Journal of Symbolic Logic, Zeitschrift fur mathematishe Logik und Grundlagen der Mathematik, Journal of Philosophical Logic, Notre Dame Journal of Formal Logic, Studia Logica, Bulletin of the Section of Logic, Mathematical Logic Quarterly, Fuzzy Sets and Systems, The Teaching of Mathematics, European Political Economy Review, Economic Annals, Journal of the Interest Group in Pure and Applied Logics, Mathematica Balkanica, Μαθηματική Επιθεώρηση itd.

## Усавршавања и гостовања
- Лондон (Imperial College; Chelsea College of Science and Technology) (1985),
- Солун (Аристотелов универзитет) (1994),
- Ираклион (Критски универзитет) (1994—1996),
- Солун (Универзитет Македонија) (1997),
- Патра (Универзитет Патра) (2000).

## Чланство у удружењима
- Друштво математичара Србије,
- Грчко математичко друштво,
- итд.

Стални је рецензент-сарадник часописа Zentralblatt für Mathematik, Mathematical Reviews и Mathematische Didaktik са преко 400 прилога у њима. Члан је редакције часописа Economic Annals. Спољни је сарадник Математичког института Српске академије наука и уметности. Учесник је многих међународних и националних научних и стручних скупова. Аутор је (или коаутор) низа стручних и методичких радова намењених наставницима, студентима и ученицима, као и монографија. Обављао је дужности продекана за наставу Економског факултета у Београду и шефа Катедре за статистику и математику. Бави се превођењем са руског и грчког језика.